# Paul Bouttiau
Paul Bouttiau, né le 5 août 1885 à Thy-le-Château (Belgique) et mort le 11 juillet 1916 à Calais (France), est un joueur de football international belge actif avant la Première Guerre mondiale. Il effectue toute sa carrière au Standard de Liège, où il fait équipe avec son frère Jean.

## Carrière en club
Paul Bouttiau fait partie de l'effectif du Standard de Liège quand celui-ci accède pour la première fois à la Division d'Honneur en 1909. Défenseur central, il est rejoint cette année-là par son frère cadet Jean, qui évolue en milieu de terrain. Au terme de sa première saison au plus haut niveau national, Paul Bouttiau est sélectionné en équipe nationale belge pour disputer quatre rencontres amicales au printemps 1910. Il ne sera plus jamais appelé par la suite et ne joue donc jamais avec son frère chez les « Diables Rouges », celui-ci étant appelé pour la première fois en 1911. Lorsque la Première Guerre mondiale éclate en 1914, tous deux mettent un terme à leur carrière de joueur.

### Statistiques
| Saison                | Club                  | Championnat           | Championnat | Championnat | Coupe(s) nationale(s) | Coupe(s) nationale(s) | Total | Total |
| Saison                | Club                  | Division              | M.          | B.          | M.                    | B.                    | M.    | B.    |
| 1909-1910             | Standard de Liège     | Division 1            | -           | -           | 0                     | 0                     | 0     | 0     |
| 1910-1911             | Standard de Liège     | Division 1            | -           | -           | 0                     | 0                     | 0     | 0     |
| 1911-1912             | Standard de Liège     | Division 1            | -           | -           | 0                     | 0                     | 0     | 0     |
| 1912-1913             | Standard de Liège     | Division 1            | -           | -           | 0                     | 0                     | 0     | 0     |
| 1913-1914             | Standard de Liège     | Division 1            | -           | -           | 0                     | 0                     | 0     | 0     |
| Total sur la carrière | Total sur la carrière | Total sur la carrière | 1           | -           | 0                     | 0                     | 1     | 0     |

## Carrière en équipe nationale
Paul Bouttiau compte quatre convocations en équipe nationale belge, pour autant de matches joués. Toutefois, seulement trois de ces rencontres sont reconnues par la FIFA. Appelé pour la première fois le 13 mars 1910 à l'occasion d'un match amical face aux Pays-Bas, il joue sa quatrième et dernière rencontre le 10 avril de la même année, encore contre les Pays-Bas.

### Liste des sélections internationales
Le tableau ci-dessous reprend toutes les sélections de Paul Bouttiau. Le score de la Belgique est toujours indiqué en gras.
| Date       | Compétition  | Adversaire         | Lieu      | Score | Remarque           |
| ---------- | ------------ | ------------------ | --------- | ----- | ------------------ |
| 13/03/1910 | Match amical | Pays-Bas           | Anvers    | 3-2   | Après prolongation |
| 26/03/1910 | Match amical | Angleterre amateur | Bruxelles | 2-2   |                    |
| 03/04/1910 | Match amical | France             | Gentilly  | 0-4   |                    |
| 10/04/1910 | Match amical | Pays-Bas           | Haarlem   | 7-0   |                    |